# Carlos Puebla
Carlos Manuel Puebla (* 11. September 1917 in Manzanillo; † 12. Juli 1989 in Havanna) war ein kubanischer Sänger und Songschreiber.

## Leben
In seinen meist klassischen Gitarrenliedern mit politischen Texten erzählt er von dem Leben der Menschen Kubas. Im Jahre 1953 gründete er die Gruppe Los Tradicionales, mit der er in Kuba sehr bekannt wurde. Sein erfolgreichstes Lied ist Hasta siempre, comandante (1965) über den Revolutionär Che Guevara. Es wurde in viele Sprachen übersetzt, so ins Deutsche durch Wolf Biermann, und machte ihn auch auf international bekannt. Puebla gehört einerseits zur Tradition der Trova Cubana, andererseits legten seine Lieder auch Grundlagen für die Nueva Trova, die er als „Lied von neuem Leben, über schöpferische Arbeit, Lied der Hoffnung“ kennzeichnete.